# Haliclona teligera
Haliclona teligera är en svampdjursart som först beskrevs av Topsent 1889.  Haliclona teligera ingår i släktet Haliclona och familjen Chalinidae.
Artens utbredningsområde är Guadeloupe. Inga underarter finns listade i Catalogue of Life.